# CHRP
CHRP（ちゃーぷ、英: Common Hardware Reference Platform）は、1995年にIBMとApple Computerにより発表された、PowerPCベースのコンピュータシステムのための標準システムアーキテクチャである。単にHRP(Hardware Reference Platform)とも呼ばれた。

## 概要
CHRPは、前身のPRePと同様に、色々なオペレーティングシステムが稼働する、業界での1つの標準的なハードウェア基盤をコンセプトとして設計されていた。PReP同様に、インテルによるCPU市場の独占状態を、PC/AT互換機市場の成功と同じオープン路線（仕様公開と標準化による互換機推進）により、打破する狙いがあった。
PRePとの相違点として、Power Macintosh の要素を取り込んだため、その時点で既に移植された4つのオペレーティングシステム（Windows NT、OS/2、Solaris、AIX）に加え、更にMac OSやNetwareの稼働も予定していた。またCHRPはOpen Firmwareを採用した。
しかしその後、Appleの方針変更（1997年の互換機メーカーへのMac OSライセンス提供の停止と、以後の独自路線）により、CHRPへのMac OSの提供は中止された。更にOS/2やNetwareのPowerPC版は本格出荷されず、Windows NTやSolarisのPowerPCサポートも停止された。
CHRPは普及しなかったが、IBMのRS/6000シリーズでは現在のPower Systemsに至るまで一貫して使用され、オペレーティングシステムにはAIXおよびLinuxが使われている。
なおPower Macintoshは、CHRP/PRePを部分的にベースにしている。
2006年にはPOWER/PowerPCの普及団体であるPower.orgが、Linuxオペレーティングシステムをベースにした PAPR(Power Architecture Platform Reference)を発表している。
→ 詳細は Common Hardware Reference Platform （英語）を参照

## 主なCHRPマシン
- IBMのRS/6000 （MCAモデル以降の、PCIモデル）
- Power Macintosh (Blue & White)  Open FirmwareやNewWorld ROMを搭載した実質的CHRPマシン

なお、Macintosh互換機 （1995～1998頃 Appleのライセンスを受けて発売されたMacintosh互換機）は、Open FirmwareやNewWorld ROMを搭載しておらず、CHRPマシンではない。

## 参照
- CHRP Specification Version 1.0 and related documents (FTP)
- The PowerPC (TM) Hardware Reference Platform, an overview of CHRP (FTP)
- Apple Canada Press Release
- PREP / CHRP / ofppc / macppc confusion on NetBSD port-powerpc mailing list.